# Nery Bareiro
Pour les articles homonymes, voir Zorrilla.
Nery Rubén Bareiro Zorrilla, né le 3 mars 1988, est un footballeur paraguayen. 
Il joue au poste de défenseur central avec l'équipe de M21 Paraguay.
- Poste : Défenseur central
- Nationalité :  Paraguay
- Taille : 1,84 m
- Poids : 74 kg

## Clubs successifs
| Saison      | Club          | Pays     | Championnat | Ligue |
| ----------- | ------------- | -------- | ----------- | ----- |
| 2003 - 2007 | Club Libertad | Paraguay | match / but | D1    |
| 2007 -      | FC Sion       | Suisse   | match / but | ASL   |